# ISA (medycyna)
ISA (ang. intrinsic sympathomimetic activity) – wewnętrzna aktywność sympatykomimetyczna, cecha charakterystyczna części leków z grupy β-blokerów. Jest to zdolność do stymulowania receptorów β-adrenergicznych przy jednoczesnym hamowaniu stymulującego działania katecholamin. Leki z tej grupy są nazywne częściowymi β-blokerami.
Β-blokery z ISA wykazują łagodniejsze działania niepożądane niobserwowane w przypadku β-adrenolityków bez ISA: mniejszą spoczynkową bradykardię i mniejszy spadek pojemności minutowej serca. W przewlekłym leczeniu częściowe β-blokery mogą powodować rozszerzenie naczyń tętniczych i zwiększać podatność tętnic, co może prowadzić do dodatkowych korzystnych efektów w leczeniu nadciśnienia tętniczego. Β-blokery z ISA nie mają niekorzystnego wpływu na lipoproteiny osocza podczas długotrwałego leczenia; ponadto obecność ISA może przeciwdziałać podwyższeniu poziomu receptorów β-adrenergicznych, które często obserwuje się w trakcie stosowania β-blokerów bez ISA. Przeciwdziałają rozwojowi zjawiska up-regulation. 
Przykłady:
I generacja - pindolol, biopindolol, penbutolol, karteolol, alprenolol, oksyprenolol
II generacja - acebutolol, praktolol, celiprolol